# راي ليندا براون
راي ليندا براون (بالإنجليزية: Rae Linda Brown)‏ هي عالمة موسيقى أمريكية، ولدت في 17 أكتوبر 1953 في هارتفورد في الولايات المتحدة، وتوفيت في 20 أغسطس 2017 في سياتل في الولايات المتحدة.